# خفاش رنگ‌پریده
خفاش رنگ‌پریده (نام علمی: Antrozous pallidus) نام یک گونه از تیره خفاش‌ناهیدی است.